# جون فوردتران
جون س فوردتران (بالإنجليزية: John S. Fordtran)‏ ـ (ولد في ستوكديل بولاية تكساس في 15 نوفمبر 1931) هو طبيب وأستاذ جامعي أمريكي متخصص في طب الجهاز الهضمي. رأس قسم الأمراض الباطنة بجامعة بايلور في دالاس في الفترة من 1979 إلى 1995.

## حياته
ولد فوردتران في ستوكديل، قرب سان أنطونيو بولاية تكساس في 15 نوفمبر 1931. التحق بجامعة تكساس في أوستن بين 1952 و1956، ثم انتقل إلى دالاس وعمل طبيبًا مقيمًا بقسم الأمراض الباطنة في مستشفى باركلاند التذكاري في الفترة من 1956 إلى 1958، قبل أن يعمل باحثًا الفترة وجيزة بمعاهد الصحة الوطنية في بيثيسدا (1958 ـ 1959)، غير أنه ـ على حد قوله ـ لم يتأقلم على العمل بعيدًا عن الطب السريري، فانتقل إلى إدارة الصحة الهندية (بالإنجليزية: Indian Health Service)‏، المختصة بتقديم الخدمة الصحية لسكان الولايات المتحدة الأصليين، حيث رأس قسم الطب الباطني بمحمية النافاهو في مستشفى فورت ديفيانس بولاية أريزونا لستة عشر شهرًا (1959 ـ 1960).

## الجوائز والتكريم
حصل فوردتران على جائزة الملك فيصل العالمية في الطب سنة 1984.